# ميخائيل جونز (رجل أعمال)
ميخائيل جونز (بالإنجليزية: Michael Jones)‏ هو شخصية أعمال أمريكي، ولد في 13 أغسطس 1975 في الولايات المتحدة.

## وصلات خارجية
- الموقع الرسمي